# Тунлян
Тунлян (кит. упр. 铜梁, пиньинь Tóngliáng) — район городского подчинения города центрального подчинения Чунцин (КНР).

## География
Тунлян расположен на западе города Чунцина. Местность уезда холмиста, есть горы. Самая высокая точка имеет высоту 902 метров, минимальная высота 185 метров. Процент покрытия лесной растительностью составляет 33 %.
Климат в Тунляне мягкий субтропический муссонный, выделяются четыре времени года, обильные дожди. Среднегодовое количество осадков 1075 мм, среднегодовая температура +17,8ºС, среднегодовая относительная влажность воздуха 82 %, безморозный период составляет 225 дней.

## История
Уезд Тунлян был создан при империи Тан в 704 году; своё название он получил в честь находящейся на востоке уезда горы Тунляншань. При империи Цин в 1662 году уезды Тунлян и Аньцзюй были расформированы, а вместо них создана область Хэ (合州), но в 1721 году она была преобразована в уезд Тунлян (занимающий территорию обоих старых уездов Тунлян и Аньцзюй).
В 1983 году уезд Тунлян был передан из состава провинции Сычуань под юрисдикцию Чунцина.
2 мая 2014 года уезд Тунлян был преобразован в район городского подчинения.

## Административное деление
Уезд Тунлян делится на 3 уличных комитета, 22 посёлка и 3 волости.

Уличные комитеты: Бачуань (巴川街道), Дунчэн (东城街道), Наньчэн (南城街道).

Посёлки: Туцяо (土桥镇), Эрпин (二坪镇), Шуйкоу (水口镇), Аньцзюй (安居镇), Байян (白羊镇), Пинтань (平滩镇), Шиюй (石鱼镇), Фуго (福果镇), Вэйсинь (维新镇), Гаолоу (高楼镇), Дамяо (大庙镇), Вэйлун (围龙镇), Хуасин (华兴镇), Юнцзя (永嘉镇), Аньси (安溪镇), Сихэ (西河镇), Тайпин (太平镇), Цзюсянь (旧县镇), Хуфэн (虎峰镇), Шаоюнь (少云镇), Пулу (蒲吕镇), Луфэн (侣俸镇).

Волости:Сяолинь (小林乡), Шуаншань (双山乡), Цинлун (庆隆乡).